# Jean-Pierre Danel

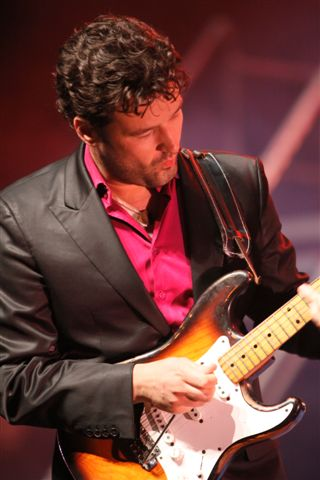
Jean-Pierre Danel

Jean-Pierre Danel (* 4. Juni 1968 in Saint-Maur-des-Fossés bei Paris) ist ein französischer Blues- und Rock-Gitarrist, Musikproduzent.

## Leben und Wirken
Jean-Pierre Danel startete 1982 im Alter von 14 Jahren seine Musikerkarriere (Tourneen und Studio mit mehreren Stars) und seine Solokarriere.
Seine bislang größten Erfolge hatte er ab 2006 mit der Serie Guitar Connection. Die erste Folge enthielt vor allem von ihm nachgespielte Instrumentalklassiker wie Apache, Walk Don’t Run und Sleepwalk. Sie verkaufte sich über 150.000 Mal und war Nummer eins der französischen Compilation-Charts sowie in den Schweizer Albumcharts vertreten. Die weiteren Folgen bestanden dann überwiegend aus Instrumentalversionen gesungener Klassiker wie Hotel California, Yesterday und Sweet Home Alabama.
In seinem Besitz befindet sich die Fender Stratocaster „Miss Daisy“, No. 0585 von 1954.
Er ist der Sohn des Sängers und Komponisten Pascal Danel.

## Diskografie

### Alben
- Rarities (1982)
- Vocals (1986)
- Chez Toi Et Moi (Maxi) (1989)
- The Twist Sessions (1990)
- Chorus (1993)
- Remember Shadows (1994)
- Guitar Generation (1995)
- Le Meilleur Des Shadows (1995)
- Guitar Line (1997)
- Play 18 Hits Of The Shadows (1997)
- Tribute To The Shadows 40 Years – 40 Tracks (2 CDs) (1998)
- Les Annees Shadows (2 CDs / 46 Tracks) (1998)
- The Best Of The Guitar Legends (3 CDs / 75 Tracks) (1998)
- The Best Of The Guitar Legends Vol. 1 (1998)
- The Best Of The Guitar Legends Vol. 2 (1998)
- The Best Of The Guitar Legends Vol. 3 (1998)
- A Tribute To The Shadows – The Gold Series (1998)
- Guitar Greatest (2 CDs) (2000)
- La Legende Des Shadows (2000)
- A Tribute To The Shadows (2000)
- The Guitar Album (2000)
- Stratospheric (2000)
- Play Hits Of The Shadows (2000)
- Tribute To The Shadows (2001)
- The Playback Collection Vol. 1 (2001)
- The Playback Collection Vol. 2 (2001)
- The Playback Collection Vol. 3 (2001)
- The Playback Collection Vol. 4 (2001)
- Guitarmania (4 CDs / 88 Tracks) (2001)
- Nuits Parisiennes (2001)
- A Tribute To The Shadows (4 CDs / 80 Tracks) (2001)
- A Tribute To The Shadows Vol 1 (2001)
- A Tribute To The Shadows Vol 2 (2001)
- A Tribute To The Shadows Vol 3 (2001)
- A Tribute To The Shadows Vol 4 (2001)
- Guitar Classics (2002)
- Guitar Gold Themes (2002)
- The Shadows’ Anthology – The Tribute Album By Jean-Pierre Danel (2002)
- Essential Guitar (2002)
- All The Best (2 CDs) (2002)
- Guitare 5 CD – 100 Titres (2003)
- Guitar Greatest Hits (2005)
- Guitar Connection (1 CD + 1 DVD) (2006, FR: Gold)[5]
- Guitar Connection 2 (1 CD + 1 DVD) (2007)
- Coffret Guitar Connection 1 & 2 (2007)
- Guitar Connection 3 (1 CD + 1 DVD) (2008)
- Guitar Connection – Tribute to The Shadows (2009)
- Out Of the Blues (2010, FR: Gold)
- Guitar Anthology Compilation (2011)
- When the guitar rocks! (2011)
- Guitar guitar guitar (2011)
- Guitar Safari (2020, FR: Gold)

### Videoalben
- All You Need is Live (FR: ×2Doppelplatin )
- Guitar Video Connection (FR: Gold)
- Hats Off to the Boys – A Tribute to the Shadows (FR: Gold)
- Guitar Story TV Special / All You Need is Live (FR: Gold)
- Out Of the Blues (FR: Platin)